# Oblast autonome d'Ossétie du Nord
L'Oblast autonome d'Ossétie du Nord  était un oblast autonome de l'Union soviétique créé le 7 juillet 1924. Il a été supprimé en 1936.
Sa capitale administrative était Vladikavkaz.